# 轩福贞
轩福贞（1970年8月—），男，中国机械工程与动力工程专家，现任华东理工大学校长、党委副书记、教授、博士生导师。曾任上海市教育委员会副主任。